# Iconofrontina minthoidea
Iconofrontina minthoidea là một loài ruồi trong họ Tachinidae.